# 真・恋姫†夢想 〜乙女対戦★三国志演義〜
『真・恋姫†夢想 〜乙女対戦★三国志演義〜』（しん こいひめむそう おとめたいせん さんごくしえんぎ）は、アールシーアイ（現在はレインエンターテイメントに変更）の2D対戦格闘ゲーム。

## 概要
BaseSonのアダルトゲーム『真・恋姫†無双 〜乙女繚乱☆三国志演義〜』を原作とするアーケードゲームとして製作された。2011年2月にAOUエキスポに出展された際には『真・恋姫†夢想 ARCADE EDITION』という仮称であった。2011年5月27日から5月29日にかけてロケテストが行われた。
2012年6月4日には新キャラクターの追加などが行われた新バージョン『Ver1.2』が稼動を開始した。
2013年5月31日には家庭用移植版として、Windows版が発売された。2014年2月20日にはPlayStation 3版がイエティから発売された。
本作の続編として、『恋姫†演武』（こいひめえんぶ）が2014年7月17日にアーケードで稼動開始、2016年1月28日にPS3版に加えPlayStation 4版が発売された。

## システム
8方向レバーと4ボタンを使用して操作する。レバーはキャラクターの動作、A・B・Cボタンは攻撃、Dボタンは特殊行動に用いる。

### 基本操作
動作
キャラクター操作時に、レバーを左右に入力すると前進・後退またはガード、下方向に入力するとしゃがみ、上方向に入力するとジャンプを行うことができる。左右どちらか同じ方向に素早く2回入力するとダッシュ・バックステップとなる。
なお、左右入力で対応する行動はキャラクターの向きによって異なる。
攻撃
Aボタンを押すと弱攻撃、Bボタンを押すと中攻撃、Cボタンを押すと強攻撃がそれぞれ発動する。
特定のレバー入力コマンドと併せてボタンを押すと、必殺技を発動することができる。
投げ
相手キャラクターの近くでDボタンを押すと投げ技が発動する。
投げ抜け
相手の投げが成立した直後にDボタンを押すと投げから抜け出すことができる。
空中復帰
相手の攻撃を受けてダウンしそうになったとき、A・B・Cボタンのいずれかを押すと空中で体勢を立て直すことができる。

### 崩撃
「崩撃」属性を持つ攻撃がカウンターヒットしたときに発生する特殊なダウン。成立すると、地上でヒットした相手はその場で崩れ落ち、空中でヒットした相手は上空に打ち上がる。
崩撃属性技
崩撃属性を有する技。レバーを特定の方向に入力しつつ攻撃ボタンを押すことで繰り出せる。
この他、各キャラクター固有の技にも崩撃属性を有するものがある。
夢想†連撃
崩撃で崩れ状態となった相手にヒットさせることができる、通常よりも攻撃回数の多い連続技。

### 計略ゲージ
対戦画面の下部に表示されているゲージ。相手に攻撃を当てるか、相手の攻撃をガードすることで増加する。溜まったゲージを一定量消費することで、強力な攻撃を繰り出せる。
EX必殺技
必殺技使用時のレバー入力コマンドと併せてA・Bボタンを同時に押すことで、ゲージを1/4本消費して、通常よりも高性能な必殺技を発動できる。
軍師呼び出し
特定のレバー入力コマンドと併せてDボタンを押すことで、ゲージを1/4本消費して、サポートキャラクターの「軍師」が攻撃を行う。
夢想†奥義
特定のレバー入力コマンドと併せてCボタンを押すことで、ゲージを3/4本消費して、強大な威力の大技を発動する。
夢想†秘奥義
夢想†連撃中に特定のレバー入力コマンドと併せてB・Cボタンを同時に押すことで、ゲージを1本消費して、絶大な威力の大技を発動する。

## 登場人物
詳細は恋姫†無双シリーズの登場人物を参照。プレイヤーキャラクターとサポート軍師キャラクターの組合わせは所属国が同一のパターンに限られる。

### プレイヤーキャラクター
関羽
声 - 黒河奈美
蜀の英傑。「青龍偃月刀」の使い手。力なき人々のために平和な世を作ることを目指している。
張飛
声 - 西沢広香
蜀の武将。「丈八蛇矛」の使い手。関羽の義姉妹であり、弱い人々を助けながら共に旅をしている。
趙雲
声 - 本井えみ
『Ver1.2』で追加。
蜀の武将。直刀槍「龍牙」の使い手。普段は冷静沈着だが、茶目っ気のある一面を持つ。
馬超
声 - 小林眞紀
『恋姫†演武』で追加。
蜀の武将。十文字槍「銀閃」の使い手。猪突猛進で元気すぎるドジっ子。
夏侯惇
声 - 浅井晴美
魏の武将。大剣「七星餓狼」の使い手。曹操の片腕を務めており、敵対者には容赦しない。
夏侯淵
声 - 吉田愛理
魏の武将。弓「餓狼爪」の使い手。冷静沈着な性格の持ち主で、姉の夏侯惇を補佐している。
曹操
声 - 前田ゆきえ
『Ver1.2』で追加。
魏の王。死神鎌「絶」の使い手。冷酷さと情け深さを併せ持ち、乱世の平定のために覇道を歩んでいる。
楽進
声 - 小野涼子
『恋姫†演武』で追加。
魏の武将。手甲「閻王」を装備して徒手空拳で戦う。無骨でクールだが、実は女らしい事に憧れている。
孫権
声 - 儀武ゆう子（Ver1.2）、櫻井浩美（恋姫†演武）
呉王・孫策の妹。宝刀「南海覇王」の使い手。姉に代わって国を守ることに務めている。
甘寧
声 - 田中涼子
孫権の護衛役。曲刀「鈴音」の使い手。剣術の達人であり、部隊の指揮官としても高い実力を誇る。
孫尚香
声 - ひと美
『Ver1.2』で追加。
孫権の妹。チャクラム「月華美人」の使い手。陽気なお転婆娘で、戦場では自ら前線に赴きながら戦っている。
周泰
声 - 大久保藍子
『恋姫†演武』で追加。
呉の武将。長刀「魂切」の使い手。生真面目かつ純情な性格で、猫好き。
呂布
声 - 萩原えみこ
三国最強の武人。「方天画戟」の使い手。あらゆる敵を圧倒する力を誇るが、純粋な心の持ち主でもある。

### 軍師
諸葛亮
声 - 鳴海エリカ
「伏龍」の異名を持つ、蜀の軍師。天才的な頭脳と心優しい性格の持ち主。
関羽、張飛、趙雲、馬超のサポート軍師。
鳳統
声 - 後藤邑子
諸葛亮の同門であり、「鳳雛」の異名を持つ軍師。高い才覚の持ち主だが、極度の引っ込み思案。
関羽、張飛、趙雲、馬超のサポート軍師。
荀彧
声 - 壱智村小真
曹操に忠誠を誓う、魏の軍師。優れた智謀を誇る反面、人の好き嫌いが激しい性格。
夏侯惇、夏侯淵、曹操、楽進のサポート軍師。
程昱
声 - 氷青
曹操に仕える、魏の軍師。感情の起伏に乏しいが、要事においては的確な策を講じる切れ者。
夏侯惇、夏侯淵、曹操、楽進のサポート軍師。
周瑜
声 - 瑞沢渓
孫策の親友である、呉の軍師。冷徹に職務をこなす現実主義者だが、心には熱い想いを秘めている。
孫権、甘寧、孫尚香、周泰のサポート軍師。
呂蒙
声 - 水橋かおり
孫権に仕える、呉の下士官。無愛想に見える鋭い目つきを気にしており、人付き合いを苦手としている。
孫権、甘寧、孫尚香、周泰のサポート軍師。
陳宮
声 - 結本ミチル
呂布に忠実に仕える軍師。場数は足りないものの、敬愛する呂布のためにいつも行動を共にしている。
呂布のサポート軍師。